# Regius Professor of Moral Philosophy (Aberdeen)
Der Regius Professor of Moral Philosophy 1860 durch Königin Victoria gestiftete Regius Professur für Moralphilosophie an der University of Aberdeen. Eine Professur für Moralphilosophie existierte aber schon seit der Gründung der Universität, spätestens jedoch seit 1505 am King’s College. Dieses Datum wird als Gründungsdatum der Professur genannt. Neben dieser Professur gab es aber auch am später gegründeten Marischal College eine Professur für Moralphilosophie, die nach der durch den University Act (Scotland) erzwungenen Vereinigung zur University of Aberdeen mit der anderen Professur verschmolzen wurde.
Die Professur ist heute der School of Divinity, History and Philosophy der Universität zugeordnet.

## Geschichte der Professur
Philosophie wurde natürlich schon seit der Gründung der Universität 1495 gelehrt. 1505 aber ernannte der König eine Professur im damals einzigen College, dem Kings College, zur Regius Professur für Moralphilosophie. Damit folgte man der traditionellen Trennung der Lehre von Moralphilosophie und Logik auf der einen Seite und der Metaphysik auf der anderen.

### Professors of Moral Philosophy am King’s College
| Name              | Namenszusatz           | von          | bis           | Anmerkung |
| ----------------- | ---------------------- | ------------ | ------------- | --- |
| Hector Boece      |                        | 1505         |               | Der in Dundee geborene Boece war an der University of St Andrews ausgebildet und hatte Philosophie in Paris gelehrt. 1500 verließ er Paris, um nach Aberdeen zu gehen, wo er Bischof William Elphinstone bei der Errichtung der Universität unterstützte, deren erster Leiter Boece wurde. Sein bekanntestes Werk ist Historia Gentis Scotorum (Geschicht des schottischen Volkes). |
| ungeklärte Lücke  |                        |              |               | |
| William Ogilvie   | M.A., F.R.S.E., F.S.A. | 1762         | 1765          | 1765 (1766 lt. dem Dictionary of National Biographies) übernahm Ogilvie den Lehrstuhl für Humanities, wo er bis zu seinem Rückzug 1817 verblieb. 1819 verstarb Ogilvie. |
| James Dunbar      |                        | 1766         | 1796          | |
| ungeklärte Lücke  |                        |              |               | |
| Robert Eden Scott | M.A.                   | 1800         | 21. Jan. 1811 | Seit 1788 hatte Scott Natural Philosophy, Griechisch und Mathematik im Wechsel mit anderen Professoren unterrichtet. Er hielt den Lehrstuhl bis zu seinem Tod in Edinburgh. |
| ungeklärte Lücke  |                        |              |               | |
| Andrew Alexander  |                        | 1815         | 1817          | |
| Daniel Dewar      | D.D., LL.D.            | 1817?        | 1819?         | |
| John Lee          | D.D., F.R.S.E., LL.D.  | 1820         | 1821          | Lee bereitete die Vorlesungen vor, da er aber gleichzeitig auch eine Professur in St. Andrews übernommen hatte, konnte er die Vorlesung gar nicht selbst halten. Für den Rest des Semesters wurde er durch Alexander Simpson vertreten. |
| Hercules Scott    | LL.D.                  | 4. Aug. 1821 | 1859          | |

### Professors of Moral Philosophy am Marischal College
Auch am 1593 gegründeten Marischal College wurde Moralphilosophie unterrichtet.
| Name              | Namenszusatz        | von           | bis   | Anmerkung |
| ----------------- | ------------------- | ------------- | ----- | --- |
| David Fordyce     | M.A.                | 1742          | 1751  | Fordyce wichtigste Arbeit war als Beitrag zu einem 1748 veröffentlichten Buch, das 1754 als eigenständiges Werk „The Elements of Moral Philosophy“ veröffentlicht wurde. Positive Rezensionen führten zu einer Übersetzung des Werks in die deutsche und französische Sprache. |
| vakant            |                     | 1751          | 1753  | |
| Alexander Gerard  | D.D.                | 1752          | 1760  | |
| William Duncan    |                     | 1753          | 1760  | |
| Alexander Gerard  | D.D.                | 1753          | 1760  | 1760 verließ Gerard die Professur, um die Professur für Theologie am gleichen College zu übernehmen. |
| James Beattie     | M.A., LL.D., D.C.L. | 1760          | 1803? | Der Dichter und Schriftsteller James Beattie wurde Professor of Logic and Moral Philosophy am Marischal College, Aberdeen. Seine bekannteste Arbeit ist Essay on Truth, eine gegen David Hume gerichtete Kritik. Dem Werk war zwar anfänglich große Aufmerksamkeit geschenkt worden und brachte ihm die Ehrendoktorwürde der University of Oxford ein, wird aber weitgehend als irrelevant betrachtet. |
| James Hay Beattie |                     | 1787          | 1790  | Obwohl James Hay sehr jung war, erfüllte er die Anforderungen für die Professur. Er folgte seinem Vater, dem er zuvor schon assistiert hatte. Am 30. November 1789 erkrankte er an einem Fieber, verblieb für ein Jahr geschwächt und verstarb am 19. November 1790. Sein Vater veröffentlichte in tiefer Trauer das Buch Remains und ein weiteres, 1799 veröffentlichtes Werk Life.                   |
| James Beattie     | M.A., LL.D., D.C.L. | 1790          | 1803? | Nach dem Tod seines Sohnes übernahm James die Vorlesungen. |
| George Glennie    |                     | 1796          | 1846  | Der Neffe der Ehefrau Beatties hatte als Assistent von Beattie gewirkt, bevor er 1803 nach dem Tod Beatties die Professur übernahm. |
| ungeklärte Lücke  |                     |               |       | |
| William Jack      |                     | 30. Jan. 1811 |       | Jack hatte seit 1800 Mathematik gelehrt. mgl. Kings --- |
| William Martin    |                     |               |       | |
| Andrew Alexander  | M.A., LL.D.         | 1819          | 1820  | Alexander hatte an der University of Glasgow studiert und 1815 mit dem Master of Arts abgeschlossen. Alexander verließ Aberdeen um eine Professur für Griechische Sprache an der University of St. Andrews zu übernehmen. Diese hielt er bis zu seinem Tod 1859. |
| William Martin    |                     | 1846          | 1860  | |

1860 wurde durch den Universities (Scotland) Act die Vereinigung von King’s und Marischal College erzwungen. Die damals ungeliebte Fusion wurde durch die Ernennung von Professoren durch die Krone untermauert. Erst ab diesem Zeitpunkt kann man von einem Regius Chair of Moral Philosophy sprechen.

### Regius Professors of Moral Philosophy an der University of Aberdeen
| Name                                   | Namenszusatz                    | von  | bis  | Anmerkung |
| -------------------------------------- | ------------------------------- | ---- | ---- | --- |
| William Martin                         |                                 | 1860 | 1876 | Martin hatte schon am Marischal College Moralphilosophie gelehrt. |
| John Fyfe:S. 336                       | LL.D.                           | 1876 | 1894 | Vor seiner Berufung zur Professur war Fyfe der Bibliothekar der Universität.:S. 336 In Anerkennung seiner Leistungen für beide Aufgaben ehrte ihn die Universität mit der Verleihung des Ehrentitels LL.D.:S. 336 |
| William Ritchie Sorley                 | M.A., Litt.D., LL.D.            | 1894 | 1900 | Sorley verließ Aberdeen, um Henry Sidgwick auf dem Knightsbridge Chair of Philosophy für Moralphilosophie an der University of Cambridge abzulösen. |
| Robert Latta:548–549                   | M.A., D.Phil.                   | 1900 | 1902 | Latta wird nicht als der originellste Denker oder Lehrer Schottlands beschrieben. Seine Übersetzungen wesentlicher Teile des Werks von Gottfried Wilhelm Leibniz galten in Großbritannien lange Zeit als Standardwerk. |
| James Black Baillie:51–53              | Esq., B.A., D.Phil.             | 1902 | 1924 | Baillie verblieb in der Professur. Zwei Jahre diente er allerdings in der Admiralität und konnte den Lehrstuhl daher nicht besetzen.:51–53 Baillie fertigte die erste vollständige Übersetzung Hegels in die Englische Sprache an. |
| John Laird:536–537:336                 | Esq., M.A., FBA, LL.D., D.Litt. | 1924 | 1946 | |
| Donald Mackenzie MacKinnon:625–627:324 | Esq., M.A.                      | 1947 | 1960 | Ungewöhnlich für die englisch-sprachige Welt, hatte MacKinnon sowohl zur Philosophie als auch zur Theologie wesentliche Beiträge geliefert.:625–627 1960 wurde MacKinnon zum Norris-Hulse Chair of Divinity der University of Cambridge ernannt und verließ die Professur in Aberdeen.:625–627 1986 wurde MacKinnon als bedeutendster Religionsphilosoph Britanniens mit einer durch Kenneth Surin verfassten Festschrift geehrt. |
| Archibald Garden Wernham:1111          | Esq., M.A., B.A.                | 1960 | 1981 | Wernham spezialisierte sich auf Spinoza und produzierte die erste umfassende Übersetzung von Spinozas politischem Werk in die Englische Sprache.:1111 Er untersuchte die Beziehungen zwischen Thomas Hobbes und Baruch de Spinoza, dessen Ideenwelt er als Reflexion über Hobbes Ideen betrachtete.:1111 |
| ungeklärte Lücke                       |                                 | 1982 | 1994 | |
| L. Gordon Graham:XXI                   | M.A., Ph.D.                     | 1995 | 2005 | Graham hatte nach einem Studium an der University of St Andrews noch einen Master in Politikwissenschaften und sein PhD. an der University of Durham erlangt. Er lehrte 20 Jahre in St Andrews, bevor er 1995 auf den Lehrstuhl in Aberdeen berufen wurde. Graham verließ die Professur, um einen Lehrstuhl am Princeton Theological Seminary zu übernehmen.                                                                      |
| vakant                                 |                                 | 2005 | 2009 | |
| Catherine Wilson                       | M.A., Ph.D.; F.R.S.C.           | 2009 | 2012 | Wilson hatte vor ihrer Ernennung am CUNY Graduate Center Philosophie gelehrt. Sie verließ Aberdeen, um an der University of York eine Jubiläumsprofessur zu übernehmen. |